# مطاوع عويس
مطاوع عويس  (6 أغسطس 1929 - 1 ديسمبر 2015) ممثل مصري.

## عن حياته
ظهر في أواخر الخمسينات، ويعد من أشهر الكومبارسات في السينما المصرية، واشتهر بأدوار الشر، وتنوعت أدواره في تلك الأعمال ما بين ابن البلد أو تاجر خضار وفاكهة أو فتوة أو رجل صعيدي، وإن كان تميز بشكل كبير في دور المخبر، ومن أشهر أفلامه (صراع في الميناء، سلطان، حماتي ملاك، الرجل الذي فقد ظله، الرصاصة لاتزال في جيبي)

## أعماله
عمل في الأدوار الصغيرة وتبعا لتكوينه الجسمانى فانه أدى ادوار ذات شكل عنيف منها رجل الأعمال والاثرياء والارستقراطى ورجل المباحث.

## روابط خارجية
- مطاوع عويس على موقع IMDb (الإنجليزية)
- مطاوع عويس على موقع الدهليز
- مطاوع عويس على موقع قاعدة بيانات الأفلام العربية
- مطاوع عويس على موقع قاعدة بيانات الفيلم (الإنجليزية)